# スコール

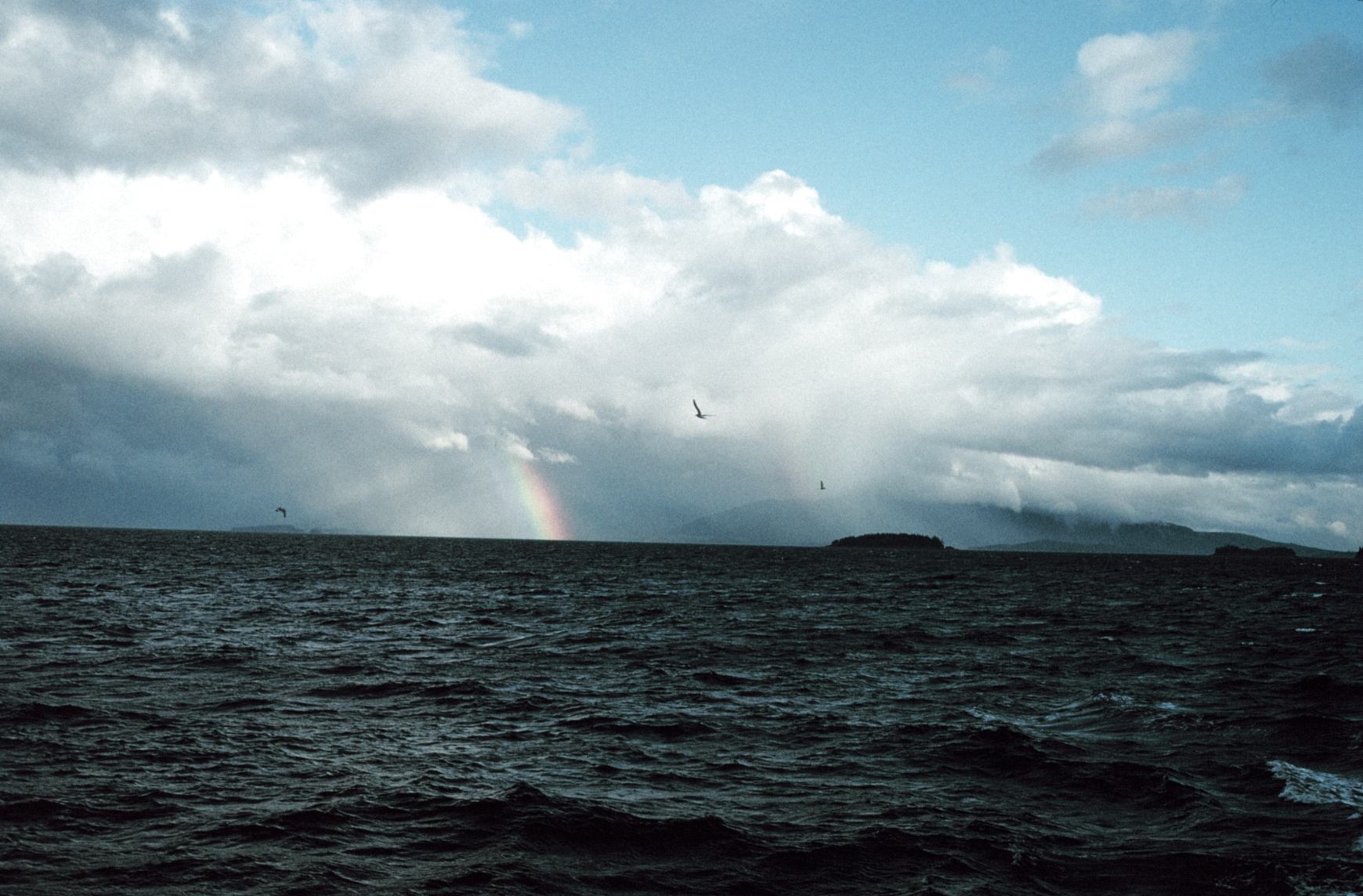
スコールの後の虹

スコール (squall) は、急に始まり数分間ほど続く強い突風のこと。スコールは通常、中層からの下降気流または中層での対流(冷たい大気の先端に生じた局所的な上昇気流）により発生し、局所的な下降気流を強める。一般用語としては、天候変化によりやってくる驟雨（にわか雨）や雷などの悪天候の意味でも用いられる。

## 語源
北欧起源と考えられている。恐らくは古スカンジナビア語で「叫び」を意味する skvala に関連するのではないかと推測されている。

## 定義

### 突風
複数の用法があるため、1962年に世界気象機関 (WMO) は気象観測向けにスコールを「毎秒8m以上の風速増加を伴い、最大風速が11m/秒以上で、1分以上継続する」ものと定義した。
航空気象の通報式では、飛行場周辺の運航上重要な現象を報告するが、スコール (SQ)が観測された場合、竜巻などと同様に報告する。
国際気象通報式の天気の報告でもスコールの区分があるが優先順位が低く、雨や雪などがない場合に限られる。

### 悪天候
スコールがもともと意味する突然の烈風はしばしば強い雨や雷を伴うことから、突然の雨や雷の意味でも用いられる。日本では、熱帯特有の突然の強い雨を指す場合が多い。沖縄では夏の昼から夕方によくみられるにわか雨を地方名でカタブイ（片降り）といい、スコールと呼ぶこともある。
アメリカ合衆国・カナダでは、気温低下を伴う一過性の強い雪を"snow squall"と呼び、災害となることがある。

### スコールライン
スコールラインは歴史的に用法が変化してきたが、低気圧の温暖域などに生じることがある線状の活発な対流域を指す。